# 林篤勳
林篤勳（1882年10月5日—1952年2月2日），原名林珠明，求學時期又曾以明珠為名，在25歲時改名為篤勳，號世修，是出身臺灣彰化的醫生、社會運動者，除了行醫外，同時也善於經營，是大新商事、昭和信託、三和水產等株式會社取締役（董事）。
同為日治時代「彰化街」名醫，與賴和齊名，但個性方面完全相反，他身材魁武，個性火爆，說話聲色俱厲，連日本警察都怕他。

## 生平概略

#### 早期生活
1883年8月24日出生，父親林永溪，母親周米，在家排行第七。
林篤勳因為從小在父親經營的雜貨店「合昌行」幫忙販賣菸酒百貨，而導致沒有學習的機會。
到了十九歲時，因為有感於如果不讀書識字，終究難成大器，因此在十九歲時（明治35年，1902年）進入公學校就讀，隔年跳升至四年級，最後在22歲時公學校（小學）畢業，畢業後續讀一年的小學高等科，後又擔任了一年的小學代用教員，最後在1907年（明治40年）考入臺灣總督府醫學校，1911年（明治44年）畢業。

#### 行醫
在1911年畢業以後，就在台南病院（今衛生福利部臺南醫院前身）任職。
1912年到左營舊城開業。
1913年（大正2年）回到彰化開設「彰德醫院」。也在彰化的幾間學校擔任校醫，分別是彰化公學校（現今彰化市中山國小）、彰化女子公學校（現今彰化市民生國小）、埔姜崙 (彰化縣)公學校（現今秀水國小）、頂番婆公學校（現今鹿港鎮頂番國小），以上這幾間學校的學生身體檢查是由林篤勳負責，此外，每當流行感冒侵襲時，林篤勳也會配合日本實施注射疫苗的措施，與日方合作為民眾注射疫苗。
另外，在投身於文協的活動期間，有感於民間貧困，與賴和、李中慶等12位彰化醫生發行「實費診療券」幫助貧困的患者。

## 社會運動
林篤勳不只是專注於行醫，同時也熱衷於政治、文化運動等等。
在返鄉開醫院的同時，與許嘉種等人在1914年創立「彰化同志青年會」，而且出任幹事。
1916年與許嘉種、黃呈聰成立「彰化同志信用組合」。
1921年臺灣文化協會成立，林篤勳與賴和、李應章等人同任為台中州理事。
1923年發生治警事件遭到逮捕，判罰罰金百圓。
1922年與林幼春、蔣渭水、蔡培火等人成立株式會社台灣雜誌社。
1924年因參與臺灣議會期成同盟會被判罰金數百圓。
1927年出任台灣民眾黨中央執行委員。
1931年與賴和、黃呈聰等人創辦《現代生活》雜誌。
林篤勳除了開辦演講會之外，同時也用投稿報紙、創辦雜誌等方式，表達對地方自治、議員選舉等的期許，他在《台灣民報》發表的文章就主張了地方議員的選舉是改革地方自治的良好機會。

#### 臺灣文化協會
文協成立於1921年，林篤勳在成立大會上就被選為台中州理事，文協以台灣民報作為協會的宣傳工具，同時也廣設讀報社，林篤勳負責在彰化地區的宣傳。

#### 治警事件
林篤勳因為參與台灣議會期成同盟會，1923年依照違反《治安警察法》被交赴至台北地方法院進行審判，最後判處罰金壹百圓（當時教師月薪45圓），當時警察到林篤勳開設的醫館搜查時，引起當地人士爭相圍觀，還因此造成當地交通大打結。

#### 台灣民眾黨
在文協內部分裂後，林篤勳跟隨蔣渭水離開文協，成立台灣民眾黨。
林篤勳在台灣民眾黨擔任中央執行委員，主要負責彰化地區的黨務，諸如辦理演講啟迪民智、吸收彰化地區的群眾。在民眾黨甫成立月餘，即舉辦政談演說會，林篤勳擔任該場政談演說會的開場人，藉以解除民眾對文協舊派的疑慮，該場演講講者另有蔣渭水、蔡培火、王受祿等人發表有關時局的議題。

#### 其他抗日行動
拒絕懸掛日本繪製的世界地圖：當時日人繪製世界地圖時，常將日本列島放置在地圖中心，但是林篤勳的彰德醫院內卻是掛上海出品的世界大輿圖，就算日本警察命令他拿下來，他也不為所動。

## 家庭
妻子：林阿圓（第二任妻子），從事產婆。
育有三男五女
長男：林顯彰，畢業於日本大阪的專門學校，專攻於物理，老師是一位曾得過諾貝爾獎的教授，林顯彰本身雖未得到諾貝爾獎，但也教出四位獲得諾貝爾獎的學生。
次男：林震東，日本大学工學部畢業，研讀建築，戰後在美軍佔領日本時，美軍司令部出自於林震東之手，還有中國大使館也是林震東所設計。
三男：林凱南，醫生，畢業於台大醫學院，後到日本攻讀博士學位，返台後回到彰化擔任醫生，執業於彰化秀傳紀念醫院，妻子呂更芳為彰化縣前縣長呂世明的女兒，在民國90年時將父親行醫多年所用的醫療器材捐給台大醫學院典藏展示。
林顯彰與林震東都留在日本沒有返台。
五女分別名為錦霞、青碧、翠微、鏡花、柳烟。
與賴和為姑表兄弟。

## 生活軼事
- 曾與許嘉種、李崇禮等幾位士紳一起修建彰化孔廟。[20]
- 有傳言林篤勳的長女錦霞，因為父親從事文化協會的活動，而導致無法進入彰化高女（現在的彰化女中），此事也引起彰化當地仕紳的關注。[21]
- 「長衣事件」：起因於某次彰化醫師同窓會，會中有人遲到，而根據當時同窓會幹事們的談話，遲到該罰已經是慣例了，但是遲到的人（陳英芳）卻說沒有帶錢，而大家趁著宴後的歡樂氣氛，賴和就提出要將陳的長衣用兩圓競賣，林篤勳當時也乘著酒興說：如果估價兩圓不到，那麼就要將長衣帶回家做抵押品，事的起因都是大家酒後嬉鬧起鬨的，但是陳英芳卻對這件事耿耿於懷，深夜時就差遣他的藥局生羅氏到林家討要衣服，但是卻是暴力敲門、大聲怒吼，開門之後又以非禮之言謾罵，而林也因酒意尚在，經不起這番辱罵，就將羅氏趕出門，羅氏不出，所以林就動手推羅氏，這件事到了隔天引起醫師同窓會的關注。[22]